# غرفة عمليات الفتح المبين
غرفة عمليات الفتح المبين هي غرفة عمليات لفصائل المعارضة والجهادية السورية المشاركة في الحرب الأهلية السورية. أُعلن عن غرفة العمليات في يونيو 2019، وهي تطورت من غرفة عمليات "فتح دمشق" التي تشكلت في مايو خلال حملة فجر إدلب 1 التي شنها الجيش السوري وتتكون من فصائل معارضة تعمل في المناطق التي تسيطر عليها المعارضة في شمال غرب سوريا وتتركز في إدلب. تتكون المجموعات الثلاث التي يتألف منها التحالف من هيئة تحرير الشام، و‌الجبهة الوطنية للتحرير المدعومة من تركيا، و‌جيش العزة. في أكتوبر 2020، بدأت هيئة تحرير الشام وفصيلان رئيسيان من الجبهة الوطنية للتحرير في الانتهاء من إنشاء مجلس عسكري موحد في إدلب.